# شاهسون (آغجه‌بدی)
شاهسون (به ترکی آذربایجانی: Şahsevən) یک منطقه مسکونی در جمهوری آذربایجان است که در شهرستان آغجه‌بدی واقع شده است. شاهسون ۳۷۵ نفر جمعیت دارد.